# IPhone 14
iPhone 14/ iPhone 14 Plus（アイフォーン フォーティーン / アイフォーン フォーティーン プラス）は、Appleが開発・販売していたスマートフォンで、iPhone 13とiPhone 13 miniに続く、第16世代のiPhoneである。

## 概要
2022年9月8日午前2時（日本時間）に開催されたApple Special Eventで発表された。
予約注文は、2022年9月9日21時（日本時間）から開始された。Apple Storeをはじめとして、
NTTドコモ、au（KDDI・沖縄セルラー電話連合）、ソフトバンク、楽天モバイルのMNO4社から、iPhone 14は2022年9月16日（日本時間）に、iPhone 14 Plusは2022年10月7日に発売された。価格は、iPhone 14（128GBモデル）で119,800円（税込, Apple Store）からであったが、2023年9月に値下げされ112,800円（税込, Apple Store）からとなった。
このシリーズでは小さめのminiが廃止になり代わりに画面の大きいplusが登場している。
外観はiPhone 13と似ているが、筐体構造はバックパネルが外せるよう刷新されて、修理がしやすくなっている。
Appleは発表していないが、2022年9月にインドでも生産を開始、iPhone 14の生産拡大の見送りを決定との報道があった。
2023年3月8日に新色であるイエローが発表された。
また次世代機のiPhone 15のケーブルがUSB-Cに変更されたことで、Lightningケーブルに対応する最後のシリーズとなった。
2025年2月20日（日本時間）に、iPhone 16eの発表に伴って、iPhone SE (第3世代)と共に販売を終了した。

## デザイン

### カラーバリエーション
カラーはミッドナイト、パープル、スターライト、(PRODUCT)RED、ブルー、イエローの6色が展開されている。
| カラー | カラーネーム |
| ------ | ------------ |
|        | ミッドナイト |
|        | パープル     |
|        | スターライト |
|        | (PRODUCT)RED |
|        | ブルー       |
|        | イエロー     |

## 仕様
ストレージは128GB、256GB、512GBの3構成である。

### iPhone 14シリーズからの新機能
iPhone 14シリーズからの新機能として、「衝突事故検出」機能や、従来の「緊急SOS」に加え「衛星経由による緊急SOS」が追加された。
「衝突事故検出」機能は、
- 「速度の急激な変化」（高重力加速度センサーで最大256Gの急加速/急減速を検知）
- 「方向の急激な変化」（ハイダイナミックレンジジャイロスコープで車の突然の向き変化を検知）
- 「衝突実験データ」（前面/後面/側面衝突、横転の衝突実験を通じて開発したモーションアルゴリズムで、事故を認識）
- 「車内の気圧変化」（エアバッグ作動時に生じる車内の気圧変化を気圧計で検知）
- 「衝突時の大きな音」（衝突時の極端に大きな音をマイクで聞き取り、識別）
- 「過去の事故データ」（衝突事故検出の精度を最大限に高めるために、一般公開データを活用）

の6点から、動きや音などのあらゆる方法で衝突を認識し、ユーザの応答がなければ自動的に救助要請を行う機能である。
「衛星通信による緊急SOS」機能は、携帯電話通信やWi-Fiの電波が届かないために緊急通報サービスに接続できない場合に、ユーザーが衛星接続を利用して助けを得られる機能であり、日本においては2024年7月30日から利用可能になった。

### ハードウェア

#### 筐体
前面にはCeramic Shield（セラミックシールド）の強化ガラスを、背面にも強化ガラスを採用し、側面は再生アルミニウム製である。
重量はiPhone 14が172g、iPhone 14 Plusが203g、寸法はiPhone 14が146.7×71.5×7.8mm、iPhone 14 Plusが160.8×78.1×7.8mm（縦×横×厚さ）である。

#### ディスプレイ
iPhone 14/14 Plus共通でHaptic Touch（触覚タッチ）に対応したOLED（有機EL）のSuper Retina XDRディスプレイ（最大輝度800ニト（標準）、ピーク輝度1,200ニト（HDR）、2,000,000:1コントラスト比）を採用している。
サイズは、iPhone 14が6.06インチ 2,532 x 1,170ピクセル（解像度460ppi）、iPhone 14 Plusが6.68インチ 2,778 x 1,284ピクセル（解像度458ppi）である。

#### カメラ
新たにPhotonic Engineを搭載。背面には1200万画素26mm ƒ/1.5 センサーシフト光学式手ぶれ補正のメインカメラ、1200万画素13mm ƒ/2.4の超広角カメラのデュアルカメラを搭載している。シネマティックモード（最大4K HDR、30fps）、新たに強力な手ぶれ補正ができるアクションモード（最大2.8K、60fps）、最大4K（24fps、25fps、30fpsまたは60fps）までのビデオ撮影も可能である。また最大6300万画素のパノラマ撮影、バーストモードでの撮影にも対応している。
前面には、ドルビービジョン対応HDRビデオ撮影（最大4K、60fps）が可能な、1200万画素の新たにオートフォーカスに対応したTrueDepthカメラ ƒ/1.9が搭載されている。

#### 電源
電源端子はLightning端子である。USB-PDで20W以上のアダプタ使用して急速充電を行った場合、30分で50%充電することが可能である（公式値）。iMacやMacBook ProのUSB-Cポートでは15Wでの急速充電が出来る 他、MacのUSB Type-AポートでもUSB-PDより遅い10Wで急速充電ができる。
無線充電には、Qiで7.5W給電に対応する他、MagSafeおよびQi2（iOS 17.2以降）による最大15W給電にも対応している。

#### SoC
SoCは、iPhone 13と同じApple A15 Bionicだが、13 Pro/Pro Maxと同様にGPUコアが5つの構成のものを搭載している。

#### 無線通信
4x4 MIMOを使用した5G Sub-6に対応しており、高速通信が可能になっている。iOS 16.4以降で5G SAに対応している。
今回、米国モデルではiPhone 13シリーズから搭載された5G（ミリ波）による通信の対応が期待されていたが、日本向けiPhone 14シリーズでは見送られた。
au Starlink Direct対応。
リーダーモード対応NFCとFeliCa、及び予備電力機能付きエクスプレスカードに対応している。
SIMスロットはnano-SIMである。
Wi-Fi6と、Bluetooth 5.3、物理SIMとeSIMを併用したデュアルSIMデュアルスタンバイ（DSDS）、デュアルeSIMにも対応している。

#### その他
IEC規格60529の防沫・耐水・防塵性ではIP68の評価を受けており、水深6メートルで最大30分間利用できる。

## 同梱物
- iOS 16を搭載したiPhone
- USB-C - Lightningケーブル
- マニュアル

## iPhone 14 Plusの背面カメラのプレビューが表示されない不具合
2024年11月1日、一部のiPhone 14 Plusデバイスで背面カメラのプレビューが表示されない不具合に対する無償修理サービスが、小売販売日から3年間適用されると発表。
iPhone 14 Plusの背面カメラの問題に対する修理サービスプログラム